# 非正式作戰
是一部2023年上映的韓國動作片，根據解救1986年在黎巴嫩貝魯特被綁架的韓國外交官真實事件進行改編。由《失控隧道》《屍戰朝鮮》的導演金成勳執導，河正宇、朱智勛主演，定於2023年8月2日在韓國上映，台灣上映時間確定為2023年9月1日，香港與澳門上映時間確定為2023年9月7日。

## 演員陣容

### 主要人物
| 演員   | 角色   | 介紹 |
| ------ | ------ | --- |
| 河正宇 | 李民俊 | 土湯匙出身的外交官，抱著如果作戰成功就可以派遣到美國的夢想，前往黎巴嫩解決時隔20個月傳出生存消息的外交官同事。 |
| 朱智勛 | 金板守 | 黎巴嫩当地的韓國人出租車司機，激烈的內戰中在貝魯特唯一生存下來的韓國人。                                       |

### 其他人物
| 演員             | 角色   | 介紹 |
| ---------------- | ------ | --- |
| 林炯局           | 吴宰锡 | 在黎巴嫩被绑架的韩国外交官。 |
| 金應洙           |        | 掌握绝对权利的安企部部长，对事先没有与安企部协商便获得青瓦台赎金批准的外务部单独行动表达强烈不满。                                                                      |
| 金钟洙           | 崔长官 | 韩国外务部部长，即便要看青瓦台和安企部等政权实权势力的眼色，也竭尽全力筹集赎金。                                                                                        |
| 朴赫權           | 朴科长 | 外务部中东科科长。 |
| 柳承穆           | 李次官 | 外务部副部长，前驻黎巴嫩大使，熟悉国内外的现实情况。 |
| 伯恩·戈曼        | 卡特   | CIA特工出身的中东专家，因过去曾参与过类似事件的释放过程而最先与民俊接触。虽一开始并不情愿，但看到民俊特有的胆量、魄力和真心后，不仅给民俊介绍调停人，甚至亲自转交赎金。 |
| 马辛·多洛辛斯基  | 海斯   | 营救行动的调停人，给民俊介绍黎巴嫩当地渠道，协助进行非正式作战。 |
| 费德·本彻姆希    | 卡里姆 | 阿尔纳什第一行动队长，民俊和板守的黎巴嫩搭档。 |
| 阿纳斯·埃尔·巴兹 | 纳吉   | 觊觎钱箱的犯罪团伙老大。 |
| 尼斯林·艾拉丁    | 莱拉   | 板守的恋人。 |
| 韩秀贤           | 金成浩 | 行政官。 |
| 全信焕           | 金治勇 | 事务官。 |
| 徐英三           |        | 外务部警卫员。 |
| 李相元           |        | 外务部中东科职员。 |
| 梁志洙           |        | 外务部中东科职员。 |
| 權恩成           | 吳龍永 | 吴宰锡的小兒子。 |

### 特别出演
| 演員   | 角色   | 介紹           |
| ------ | ------ | -------------- |
| 崔廷宇 | 金才歡 | 總統秘書室長。 |
| 張少妍 |        | 吴宰锡的妻子。 |

## 製作

### 发展
关于选角，金成勋导演表示当初只是借口让河正宇帮忙看故事大纲，但河正宇在剧本出来之前就答应拍摄该片；而朱智勋则是2018年《尸战朝鲜第一季》在新加坡举行试映会时被邀请出演，朱智勋也是爽快答应出演。关于变更电影片名的原因，金成勋导演表示该片从2018年开始准备后一直采用《绑架》作为片名，但在后期剪辑的过程中，认为“绑架”一词的重量可能会压制电影本身，因此将片名变更为《非正式作战》。

### 拍摄
该片原計劃2020年3月前往摩洛哥進行拍攝，受COVID-19疫情影響，拍攝推遲至2021年初開始。最终主体拍摄于2022年1月正式开始进行，同年9月初殺青。拍摄分别在韩国、意大利及摩洛哥进行，其中70%的拍摄工作是在摩洛哥进行。

### 損益平衡點
多數媒體報導該片的损益平衡点為600萬觀影人次，另有《Business Post》《Topstarnews》《日曜新聞》等媒體報導為500萬觀影人次。

## 發行
2023年6月7日，公開首輪劇照，宣佈定於8月在韓國上映，片名由《綁架》（피랍）變更至《非正式作戰》。6月12日發布概念海報，宣佈於8月2日在韓國上映。該片放映版權銷往亞洲、北美、歐洲、中東等103個國家和地區，北美地區於8月4日上映、菲律賓於8月9日上映、澳大利亞與新西蘭於8月10日上映、英國於8月18日上映，此外越南計劃於8月中旬上映，其他亞洲地區將於9月上映。

## 反响

### 票房
上映首日（8月2日）票房12万1千余名观影人次，次于《神鬼海底撈》位列单日票房榜第二名，销售额占比21.0%，成绩也优于同日上映的《The Moon》。上映首周周末（8月4日至8月6日）票房44万357名观影人次，累计票房超过70万观影人次，位列当周周末电影票房榜第二位。上映次周周末（8月11日至8月13日）票房12万5444名观影人次，当周周末票房排行榜跌至第四位，累计观影人次超过98万。8月14日（上映第13日）累計觀影人次突破100萬。

## 奖项荣誉
| 年份   | 颁奖礼           | 奖项         | 入围者         | 结果 | 参考 |
| ------ | ---------------- | ------------ | -------------- | ---- | ---- |
| 2023年 | 第32屆釜日電影獎 | 最佳摄影     | 金泰成         | 提名 |      |
| 2023年 | 第59屆大鐘賞     | 最佳摄影     | 金泰成         | 提名 |      |
| 2023年 | 第59屆大鐘賞     | 最佳剪輯     | 金昌柱         | 提名 |      |
| 2023年 | 第59屆大鐘賞     | 最佳視覺效果 | 盧南石（特技） | 提名 |      |

## 外部鏈接
- NAVER上《非正式作戰》的資料
- Daum上《非正式作戰》的資料

- 韩国电影数据库（KMDb）上《非正式作戰》的資料
- 互联网电影数据库（IMDb）上《救參的士》的资料（英文）
- 豆瓣电影上《非正式作戰》的資料 （简体中文）
- 《非正式作戰》在HanCinema的页面（英文）
- Box Office Mojo上《非正式作戰》的资料（英文）